# Crónica de Castilla
La Crónica de Castilla o Crónica de los reyes de Castilla es una refundición de la última parte de la Estoria de España, que abarca desde el reinado de Fernando I hasta el de Fernando III de Castilla, escrita hacia 1300, durante el reinado de Fernando IV de Castilla.
La versión que ofrece la Crónica de Castilla de la última parte de la Estoria de España adopta un punto de vista muy distinto del de la crónica alfonsí, que contemplaba la historia de España desde la perspectiva de las ambiciones políticas del rey Sabio, tendentes a la unificación de la península ibérica bajo el patrocinio castellano y a la consecución del título de emperador. La Crónica de Castilla, en cambio, está compuesta desde el punto de vista del estamento nobiliario, que contesta y se opone al del rey.
En la Crónica de Castilla se recoge la versión más completa de la prosificación que delataría la existencia de un perdido Cantar de las mocedades de Rodrigo. También recoge versiones distintas de las presentes en la Estoria de España de otros cantares de gesta no conservados, como del Cantar de Sancho II y, según Diego Catalán, de estadios previos del Cantar de mio Cid.
Debido a que recogía los reinados más contemporáneos de la Estoria de España alfonsí, esta versión tuvo gran difusión e influencia en los siglos XIV y XV, y de ello da muestra el que se haya conservado en casi una veintena de códices.
Constituye la fuente principal del Libro de los linajes y la Crónica de 1344 del conde de Barcelos.

## Ediciones
- Patricia Rochwert-Zuili, Crónica de Castilla, París, Séminaire d’études médiévales hispaniques de Paris-Sorbonne, 2010.— ISBN 978-2-919448-00-5 Versión en formato pdf